# Björntjärnen (Byske socken, Västerbotten, 721641-173185)
Björntjärnen är en sjö i Skellefteå kommun i Västerbotten och ingår i Byskeälven-Kågeälvens kustområde.